# Флайбол

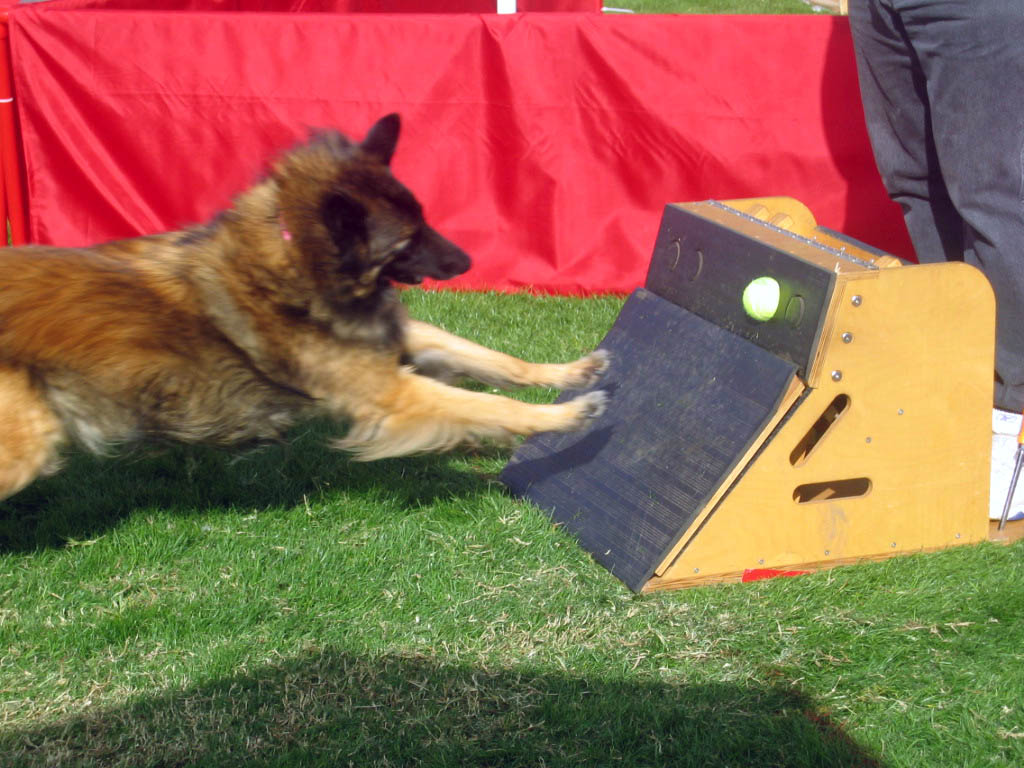
Разворот на флайбоксе

Флайбо́л (англ. flyball) — кинологический вид спорта, в котором команда из четырёх собак должна по очереди преодолеть трассу из четырёх барьеров, схватить мяч со специальной установки и принести его обратно через четыре барьера.

## История происхождения
Флайбол зародился в конце 60-х годов XX века. Считается, что первую установку для флайбола изобрел житель Калифорнии Герберт О.Вегнер (Herbert O. Wegner). Он устал бросать своему псу мячики и превратил машину для выбрасывания теннисных мячей во флайбольную установку. Идея заключалась в том, что собака получала мяч без участия человека. Для того, чтобы мяч вылетел из устройства, пёс должен был нажать лапой на специальный рычаг. Однажды устройство, придуманное О.Вегнером, увидела Барбара Уитэруокс — дочь знаменитого дрессировщика Руда Уитэруокса, который дрессировал колли Пэла для самого первого фильма «Лесси».
Так появилась идея новой спортивной игры для собак. К «флайбоксу» или «флайбольной установке» (такое название получил пусковой ящик с рычагом) добавились несколько барьеров, которые должна была преодолеть собака, прежде чем запустить и поймать мяч. Вскоре стали проводиться первые соревнования по флайболу. Этот новый спорт стал успешно развиваться в Торонто. После нескольких показательных выступлений, проведённых в рамках выставок, в 1983 в США были проведены первые официальные соревнования по флайболу.

## Правила

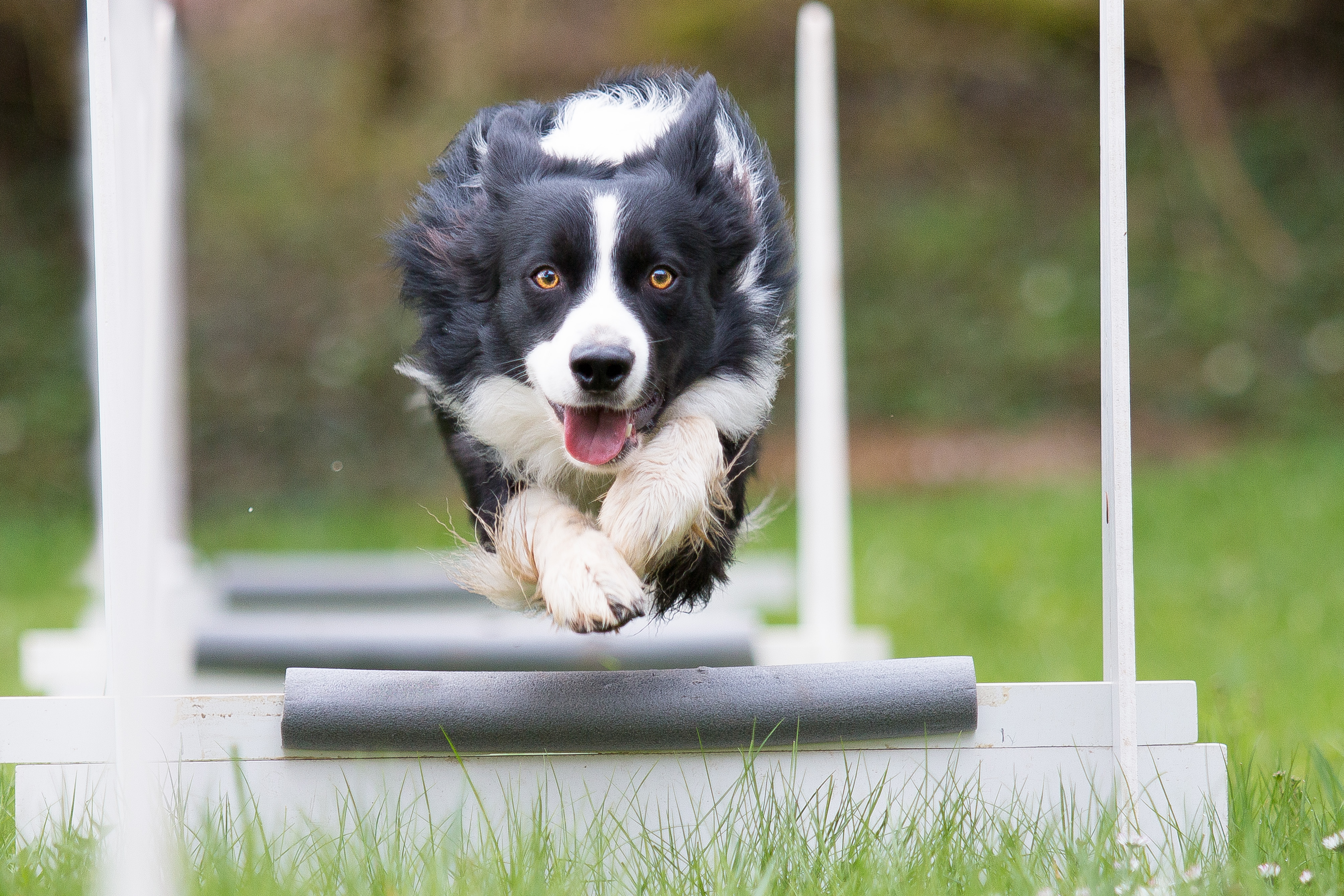
Бордер колли над барьером

Флайбол — это соревнования между командами из четырёх собак. Задачей собак является как можно быстрее преодолеть четыре барьера на пути к установке, нажать на рычаг или платформу, схватить мяч и принести его, преодолев те же четыре барьера в обратном направлении как можно быстрее. Следующая собака стартует тогда, когда предыдущая пересекает линию старта — финиша. Команда, показавшая лучшее время, не допустив ошибок, считается победителем забега. В случае, если собака допускает ошибку (пропускает барьер, роняет мяч, совершает фальстарт, уходит на другую дорожку), она проходит дистанцию повторно после всех участников своей команды.

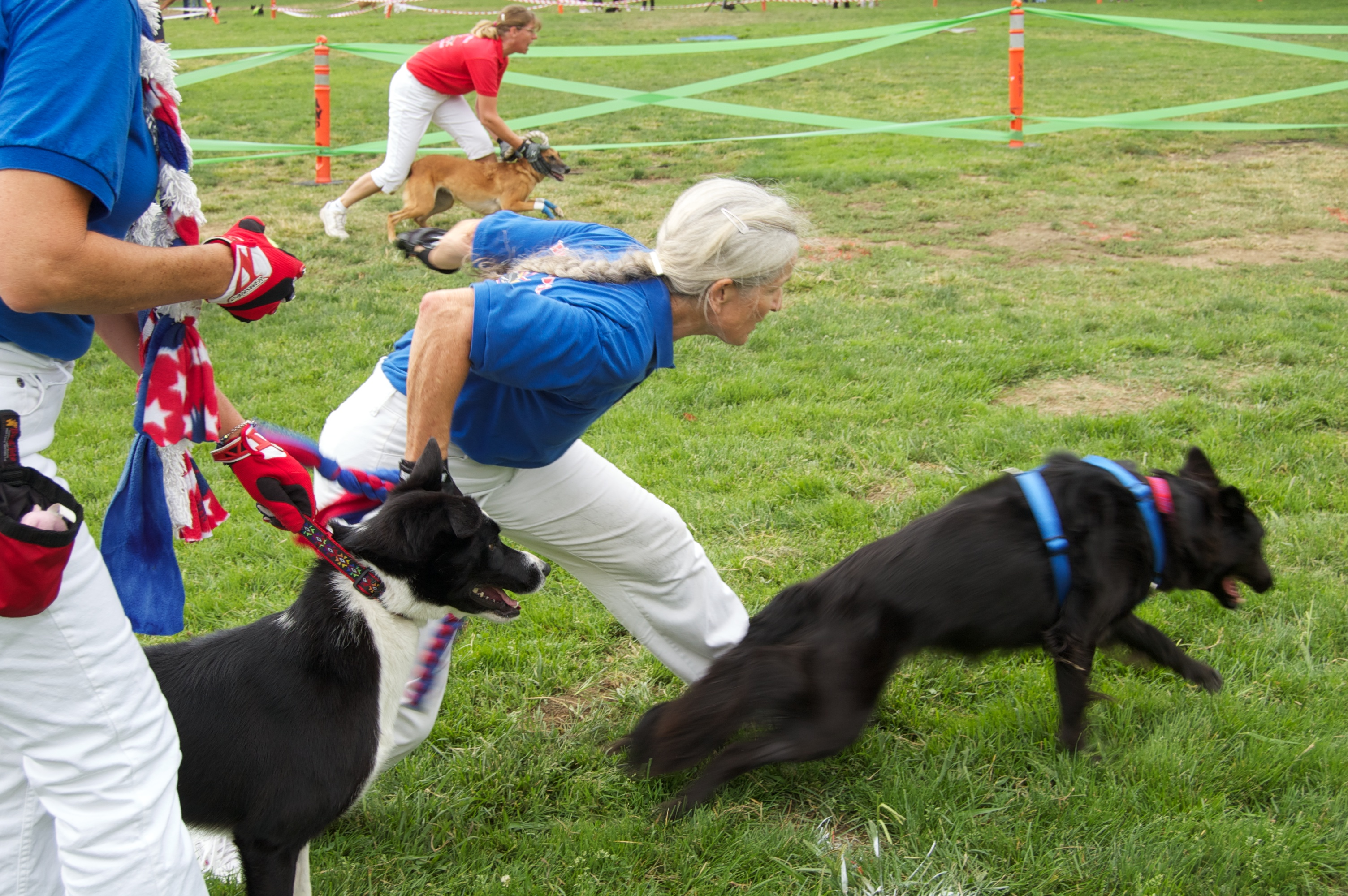
Выпуск собак из стартовой зоны

Забеги проводятся одновременно для двух команд на параллельных дорожках. В соревнованиях принимают участие две и более команд. Команды состоят из четырёх, пяти или шести собак, из которых на дистанции только четыре. Капитан команды может заменять собак на каждый забег по своему усмотрению из шести заявленных. 

## Международные соревнования по флайболу
На данный момент самыми престижными соревнованиями в мире считаются соревнования в рамках международной выставки собак «Crufts», Чемпионат Европы по флайболу, Чемпионат мира, а также Чемпионат США. Победители таких соревнований не только соревнуются между собой, но и стремятся поставить рекорд в скорости преодоления трассы одной и всеми четырьмя собаками в команде. На данный момент обладателем рекорда командного зачета является команда из Великобритании «Aces High Flyball team», показавшая время 14.77 секунд.

## Флайбол в России
Флайбол появился в России в 2009 году. Первые показательные выступления прошли в рамках выставки собак «Евразия» в выставочном центре «Крокус Экспо». После этого выступления началось распространение флайбола в России. Пика популярности этот спорт достиг в 2014—2015 годах, в этот период в соревнованиях принимали участие до двенадцати команд и шестидесяти собак-участников.  
Рекорд России по флайболу был установлен командой "Ясенево" в 2018 году и равен 16,80 сек. 
В 2019 году была создана «Ассоциация любителей флайбола в Российской Федерации в системе РКФ». Это группа энтузиастов-спортсменов, которая собиралась заниматься развитием и популяризацией спорта в России, утверждать изменения в правилах, проводить соревнования и заниматься формированием сборной команды России для участия в Чемпионате Мира по флайболу. Однако вся деятельность этой организации свелась с разборкам и лишь разговорам. За 2019- 2021 годы организацией не было проведено ни одних официальных стартов.  
В результате деятельности «Ассоциации любителей флайбола в Российской Федерации в системе РКФ» флайбол в России прекратил своё существование. 